# Port de Larmor-Baden
Le port de Larmor-Baden est le site d'un embarcadère pour le golfe du Morbihan et la partie de l'île de Gavrinis où se situe le cairn de Gavrinis.

## Localisation
Le Port de Larmor-Baden est situé sur la commune du même nom, au lieu-dit Pen Lanic, ou Pen Lannic,,, au sud du village. Il fait face à l'île de Berder à l'est et à l'île de Gavrinis 550 mètres au sud.

## Port de passagers
Le port de passagers de Larmor-Baden est, selon les horaires des marées, une escale des navires assurant la visite du golfe du Morbihan, de Gavrinis et de l'île-aux-Moines.

## Port de plaisance
La cale, qui est située sur la jetée sud, est un embarcadère pour les navires de passagers.
Le port de plaisance dispose d'une cale de mise à l'eau.
Une grue permet la mise à l'eau et la mise au sec des bateaux de plaisance.

## Manifestation
Le port est une escale de la semaine du golfe, manifestation maritime et terrestre qui se déroule tous les deux ans durant la semaine de l’Ascension.

## Galerie

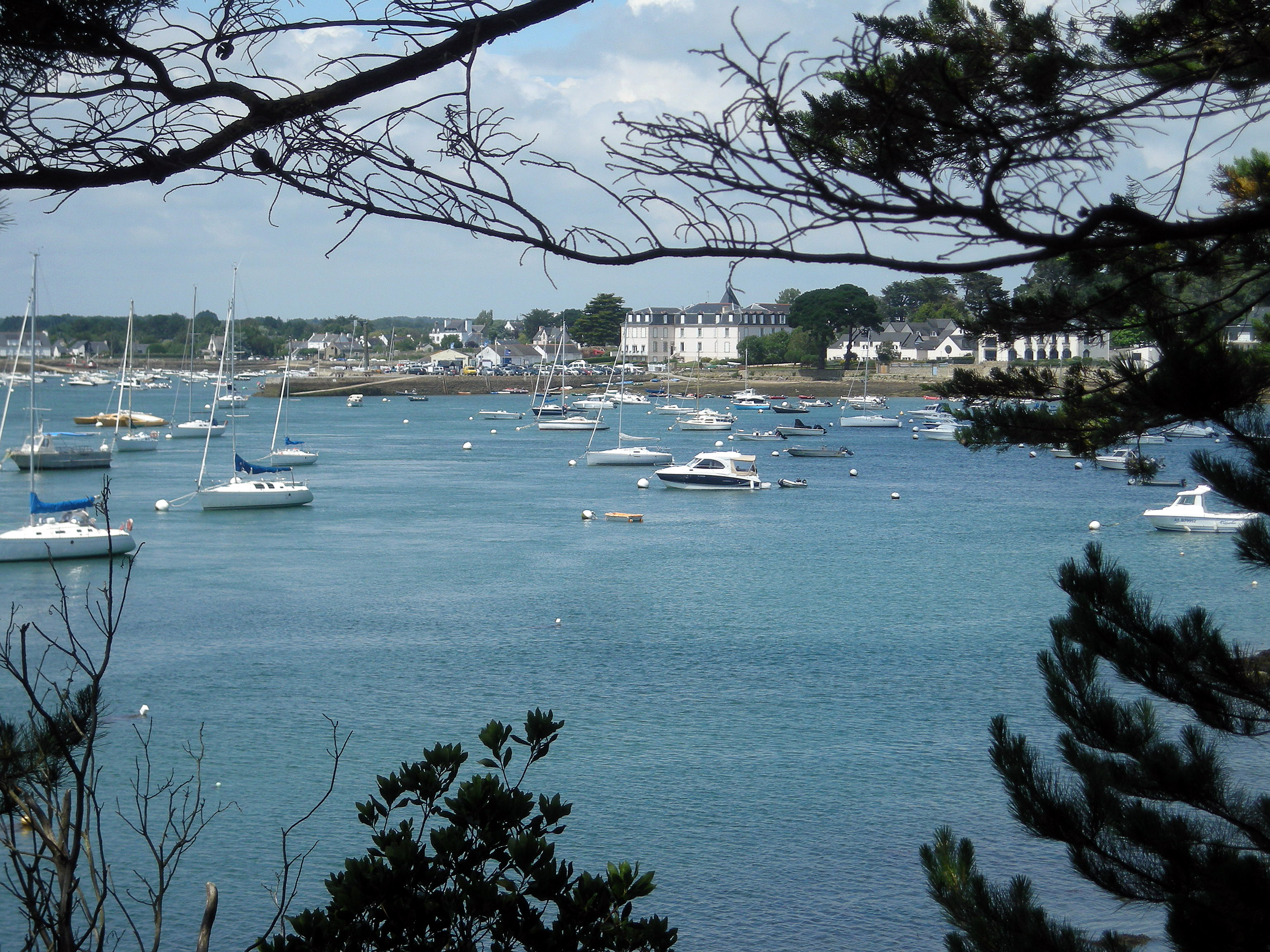
Le port de Larmor-Baden vu depuis l'île de Berder